# Kögl (Mitterfels)
Kögl ist ein Gemeindeteil des Marktes Mitterfels im niederbayerischen Landkreis Straubing-Bogen.
Die Einöde liegt an der Ostflanke des Höhenzugs zwischen Menachtal und dem Tal des Bogenbachs. Etwa 200 Meter nordwestlich von Kögl liegt der höchste Punkt der Gemeinde Mitterfels auf 496 m ü. NHN.

## Geschichte
Kögl gehörte bis zum 30. April 1978 zur Gemeinde Gaishausen, die im Zuge der Gebietsreform in Bayern aufgelöst wurde.

## Namenserklärung
Ortschaft am kleinen Kogl (Kogl=Berg)

## Einwohnerentwicklung
| Jahr      | 1838 | 1860 | 1871 | 1875 | 1885 | 1900 | 1916 | 1925 | 1950 | 1961 | 1970 | 1987 |
| --------- | ---- | ---- | ---- | ---- | ---- | ---- | ---- | ---- | ---- | ---- | ---- | ---- |
| Einwohner | 17   | 6    | 9    | 7    | 5    | 6    | 8    | 6    | 7    | 5    | 4    | 7    |

## Geographie
Kögl liegt östlich der Wasserscheide von Menach und Bogenbach und wird über den Ellaberger Bach in den Bogenbach entwässert.